# Алакуль (Альменевский район)
Алакуль (до 1964 года Штаново (Сорочье, Каракуль-мяк)) — деревня в Альменевском районе Курганской области. Входит в состав Малышевского сельсовета.

## География
Расположено на северо-западном берегу озера Штаново.
Расположено в 18 км. к востоку от Альменево. Расстояние до г. Кургана 140 км., по автомобильной дороге — 187 км.

### Часовой пояс
Алакуль, как и вся Курганская область, находится в часовой зоне МСК+2. Смещение применяемого времени относительно UTC составляет +5:00.

## История
Деревня Штаново названа по имени основателя. В 1746 году район озера Каясан отведены калмыку Бурану Ягоракову. В 1748 году Буран Ягораков жаловался на то, что межевой знак на границе земель аюкинских калмыков и Миасской крепости испорчен «Катайской волости ведомства старшины Ямантая башкирцом Штаном Кусяковым, которой жительство имеет в Мияском отводе».
У башкир Катайской волости в 1780-х годах было две команды: старшины Сулеймана Кармышакова и старшины Терегула Казанбаева (Казакбаева). Во время перевода Челябинского уезда из Пермского наместничества в Уфимское наместничество в 1782 году в состав команды Терегула Казанбаева (Казакбаева) входили деревни: Терегулов (11 дворов), Туйгунова (20 дворов), Темякова (5 дворов), Казанкулова (Казаккулова) (10 дворов), Штанова (10 дворов), всего 53 двора; в состав команды старшины Сулеймана Кармышакова входили деревни: Сулейманова (18 дворов), Аитбаева (8 дворов), Куйбакова (26 дворов), Аитова (20 дворов), всего 72 двора.
До революции 1917 года деревня Штаново (Сорочье, Каракуль-мяк (Каракульмик)) находилась в Катайской волости Челябинского уезда Оренбургской губернии.
В начале лета 1918 года была установлена белогвардейская власть (26 мая белочехи захватили г. Челябинск, 4 июня — станцию Шумиха).
20 марта 1919 года деревня вошла во вновь образованный Яланский кантон Автономной Башкирской Советской Республики.
15 июля 1919 года на Восточном фронте против Колчака 1-й Симбирский рабочий полк у д. Парамоново вел ожесточенный бой с белоказаками. Бой длился 20 часов и закончился разгромом белых. В бою погиб командир полка Космовский и его помощник Фокин.
Согласно декрету ВЦИК «О расширении границ Автономной Башкирской Советской Социалистической Республики» от 14 июня 1922 года Яланский кантон был упразднён, а вся его территория вошла в состав Челябинского уезда Челябинской губернии.
Постановлениями ВЦИК от 3 и 12 ноября 1923 года в составе Челябинского округа Уральской области РСФСР образован Катайский район. По данным на 1926 год деревня Штанова состояла из 74 хозяйств. В административном отношении входила в состав Танрыкуловского сельсовета Катайского района Челябинского округа Уральской области.
Постановлением ВЦИК от 20 апреля 1930 года Катайский район объединён с Яланским районом в один Ялано-Катайский район. Постановлением ВЦИК от 17 января 1934 года Уральская область упразднена, Ялано-Катайский район вошёл во вновь образованную Челябинскую область. Указами Президиума Верховного Совета РСФСР от 12 ноября и 17 декабря 1940 года Ялано-Катайский район разделён на Альменевский и Сафакулевский районы. Указом Президиума Верховного Совета СССР от 6 февраля 1943 года образована Курганская область, Альменевский район вошёл в её состав.
5 июня 1964 года Указом Президиума ВС РСФСР деревня Штаново переименована в Алакуль.

## Население
| 1866 | 1892 | 1901 | 1916 | 1926 | 1989 | 2002 |
| ---- | ---- | ---- | ---- | ---- | ---- | ---- |
| 168  | ↗237 | ↘218 | ↗276 | ↗384 | ↘374 | ↘357 |
| 2010 |      |      |      |      |      |      |
| ↘314 |      |      |      |      |      |      |

Национальный состав
- По переписи населения 2010 года проживало 314 человек, из них татары — 46,2 %, башкиры — 36,9 %, русские — 14,3 %, украинцы — 2,5%.
- По переписи населения 2002 года проживало 357 человека, из них татары — 49 %, башкиры — 39 %.
- По данным переписи 1926 года проживало 384 человека, из них башкиры — 200 человек, татары — 181 человек  (национальность в источнике указана только для первых 2 национальностей по численности населения)[5].